# Trichophassus giganteus
Trichophassus giganteus é um inseto da ordem Lepidoptera; uma mariposa, ou traça, noturna e neotropical da família Hepialidae; classificada em 1853 sob a denominação Epiolus giganteus, por Gottlieb August Wilhelm Herrich-Schäffer, na obra Sammlung neuer oder wenig bekannter aussereuropäischer Schmetterlinge, volume 1; sendo a única espécie (táxon monotípico) do género Trichophassus, classificado por Ferdinand Le Cerf em 1919, no texto "Observations sur le genre Phassus Wlkr.; diagnoses de genres nouveaux et description d'une espèce nouvelle [Lépidopt. Hepialidae]", publicado na página 469 do Bulletin du Musum national d'histoire naturelle, em Paris, França; citada como um endemismo da região de Mata Atlântica do Brasil e como o maior e mais conhecido representante neotropical de sua família, atingindo cerca de 20 centímetros de envergadura alar.

## Nomenclatura vernácula
No Brasil esta espécie tem recebido, na Internet, a denominação vernácula mariposa-fantasma; seu nome derivado de ghost moth, denominação dada a uma espécie britânica da mesma família: Hepialus humuli.

## Camuflagem, mimetismo
Embora o aspecto alar da mariposa Trichophassus giganteus se assemelhe a uma folha seca de coloração castanha a cinza-esverdeada, em sua camuflagem, com os dois pares de asas muito semelhantes entre si, as suas quatro pernas anteriores exibem um eficiente mimetismo das pernas de uma grande aranha Theraphosinae (aranha-caranguejeira), tanto em sua aparência quanto na postura adotada quando se sente ameaçada.

## Planta-alimento
Lagartas dessa mariposa já foram encontradas se alimentando de Adenocalymma (família Bignoniaceae), Eucalyptus (família Myrtaceae; espécies Eucalyptus alba, E. camaldulensis, E. citriodora, E. grandis, E. rostrata, E. saligna), Ipomoea (família Convolvulaceae; espécie Ipomoea batatasː batata-doce) e Solanum (família Solanaceae; espécie Solanum mauritianum).